# Peter Ashdown
Peter Ashdown, né le 16 octobre 1934 à Danbury (Essex), est un ancien pilote automobile anglais. 

## Biographie
Il obtient d'excellents résultats en Formule Junior avant qu'une fracture de la clavicule lors d'un accident sur le Circuit de Rouen-les-Essarts, en 1958, n'entrave sa carrière sportive. Il ne pourra reprendre la compétition que l'année suivante, mais ne retrouvera jamais son niveau de compétitivité en monoplace et cessera la compétition à l'issue de la saison 1962. Au cours de sa brève période sportive, il a disputé quelques courses d'endurance, ainsi que le Grand Prix de Grande-Bretagne 1959. Au volant d'une Cooper de Formule 2, il parvient à terminer douzième de la course.

## Résultats en championnat du monde de Formule 1
| Saison | Écurie            | Châssis       | Moteur            | Pneus  | GP disputés | Points inscrits | Classement |
| ------ | ----------------- | ------------- | ----------------- | ------ | ----------- | --------------- | ---------- |
| 1959   | Équipe Alan Brown | Cooper T45 F2 | Climax FPF 1.5 L4 | Dunlop | 1           | 0               | n.c.       |